# Station Simpelveld
Station Simpelveld is het voormalige spoorwegstation van Simpelveld. Het station is geopend op 23 oktober 1853 en had oorspronkelijk een lengte van 100 meter. In 1975 werd het gedeeltelijk gesloopt, waarbij de goederenloods, diverse dienstruimten, de retirade en de wachtkamer verdwenen. Van de oorspronkelijke lengte resteren nog 38 meters. Het station werd uiteindelijk gesloten voor wat betreft openbaar reizigersvervoer op 31 mei 1992. Tot die tijd hebben in het gebouw ook de manschappen van de Koninklijke Marechaussee brigade Simpelveld dienstgedaan. Als blijvende herinnering heeft de Koninklijke Marechaussee, op verzoek van de Zuid-Limburgse Stoomtrein Maatschappij (ZLSM), toestemming gegeven voor het plaatsen van een plaquette bij de ingang van de vroegere visitatiezaal (de huidige restauratie).
Een van de twee woningen boven het station is in 1995 bij de komst van de ZLSM in gebruik genomen als kantoorruimte. De andere woning is nog tot begin 2009 bewoond geweest door een oud-NS-medewerker. Inmiddels heeft de ZLSM deze woning in gebruik als kantoor- en vergaderruimte.
Sinds januari 2007 heeft de toenmalige eigenaar NS Poort het stationsgebouw te koop gezet. ZLSM heeft destijds intensief onderhandeld met NS Poort om het gebouw aan te kopen, maar kreeg de financiering niet rond. NS Poort heeft toen station Simpelveld tegelijk met andere vastgoedbezittingen verkocht aan vastgoedinvesteerder Perron XL B.V. Op 18 oktober 2012 werd bekend dat de huidige eigenaar van het station Perron XL, de huurovereenkomst met ZLSM per 31 juli 2014 heeft opgezegd.
Er waren tot de sluiting van de Miljoenenlijn verbindingen met Maastricht (via Schin op Geul), Kerkrade en Aken. De verbinding met Kerkrade werd op 29 mei 1988 gesloten, die met Maastricht en Aken op 31 mei 1992.
Station Simpelveld is volledig klassiek beveiligd. De drie seinhuizen dragen zorg voor de bediening van de diverse wissels, (rangeer)seinen en overwegen. Post II in Simpelveld staat in verbinding met post T Wijlre middels handbediend blokstelsel.
| Soort/Type Trein | Route | Bijzonderheden |
| ---------------- | --- | -------------- |
| Stoomtrein       | Station Kerkrade ZLSM - Halte Spekholzerheide - Station Simpelveld - Station Eys-Wittem - Station Wijlre-Gulpen - Station Schin op Geul - Station Valkenburg |                |
| Railbus          | Station Kerkrade ZLSM - Halte Spekholzerheide - Station Simpelveld                                                                                           |                |
| Railbus          | Station Simpelveld - Halte Bocholtz - Halte Vetschau |                |

Het station is vanaf 1995 in gebruik als startpunt en depot van de Zuid-Limburgse Stoomtrein Maatschappij met museumverbindingen naar Vetschau (Aken), Kerkrade, Valkenburg, Schin op Geul, Eys-Wittem en Wijlre-Gulpen. Er bevindt zich een restauratie, een winkeltje en een klein museum.
Het stationsgebouw is een rijksmonument, evenals de twee seinposten, de watertoren en de draaischijf.

## Externe link

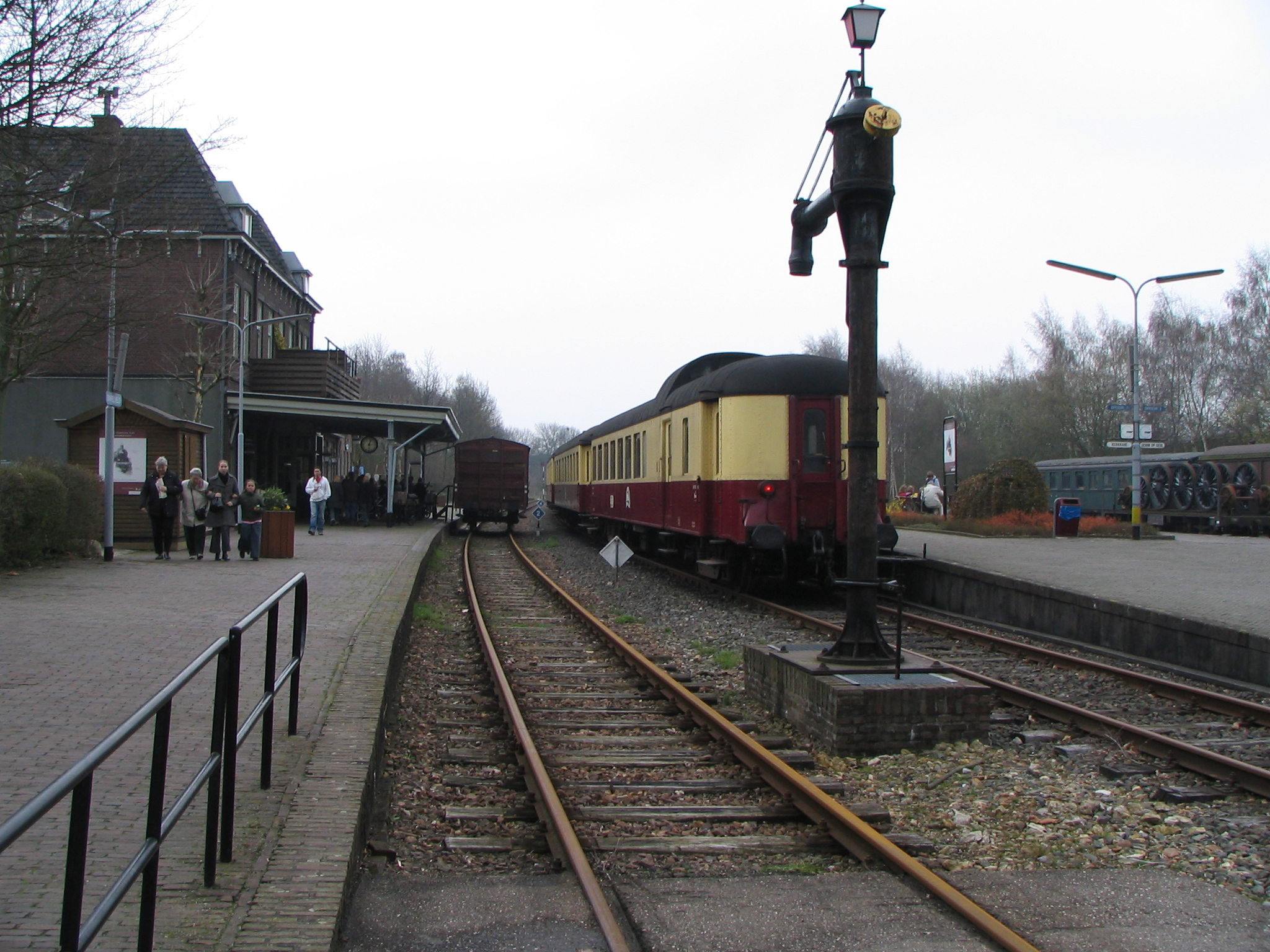
Simpelveld spoor 1 en 2
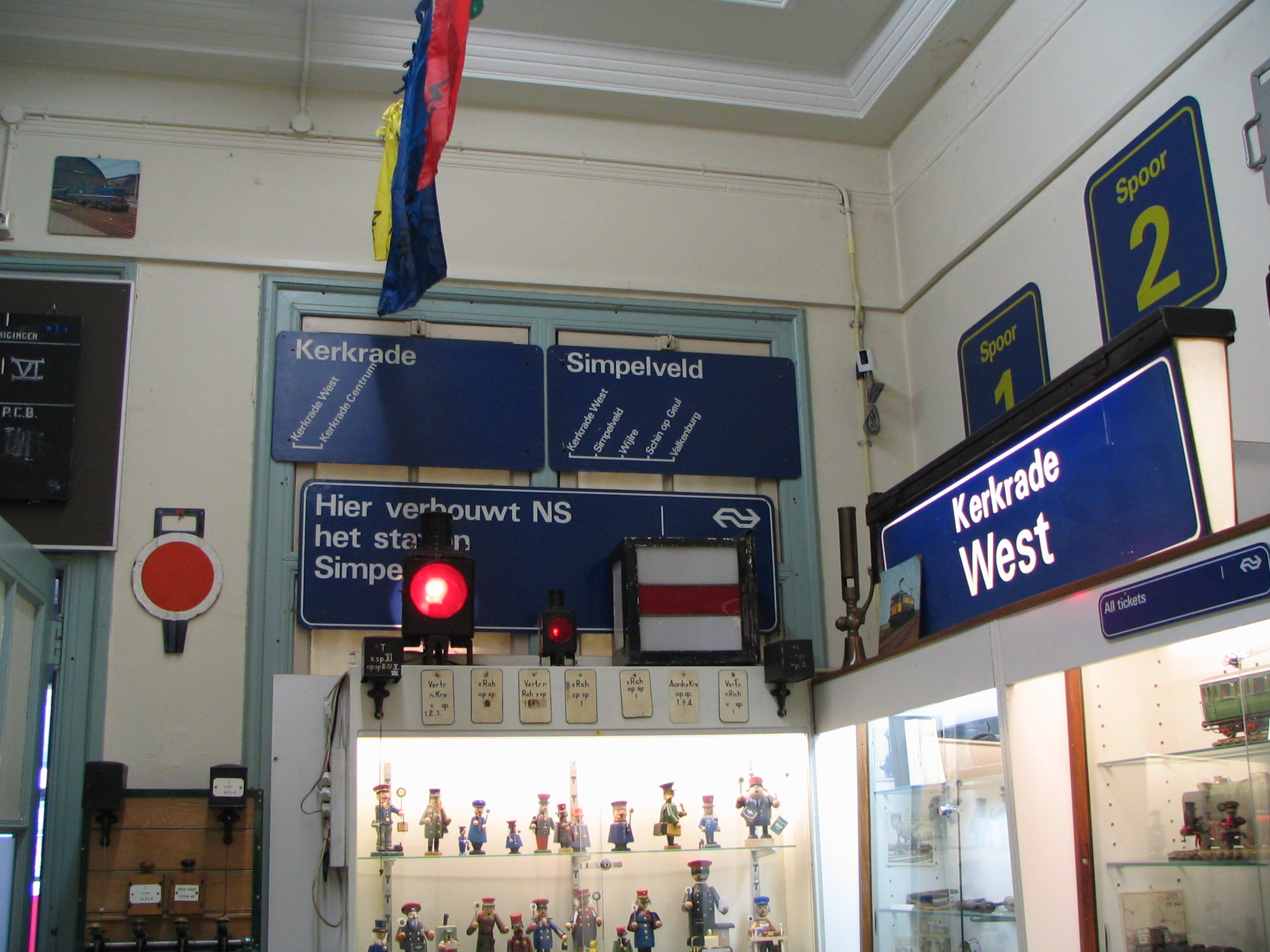
Museum met oude vertrekborden
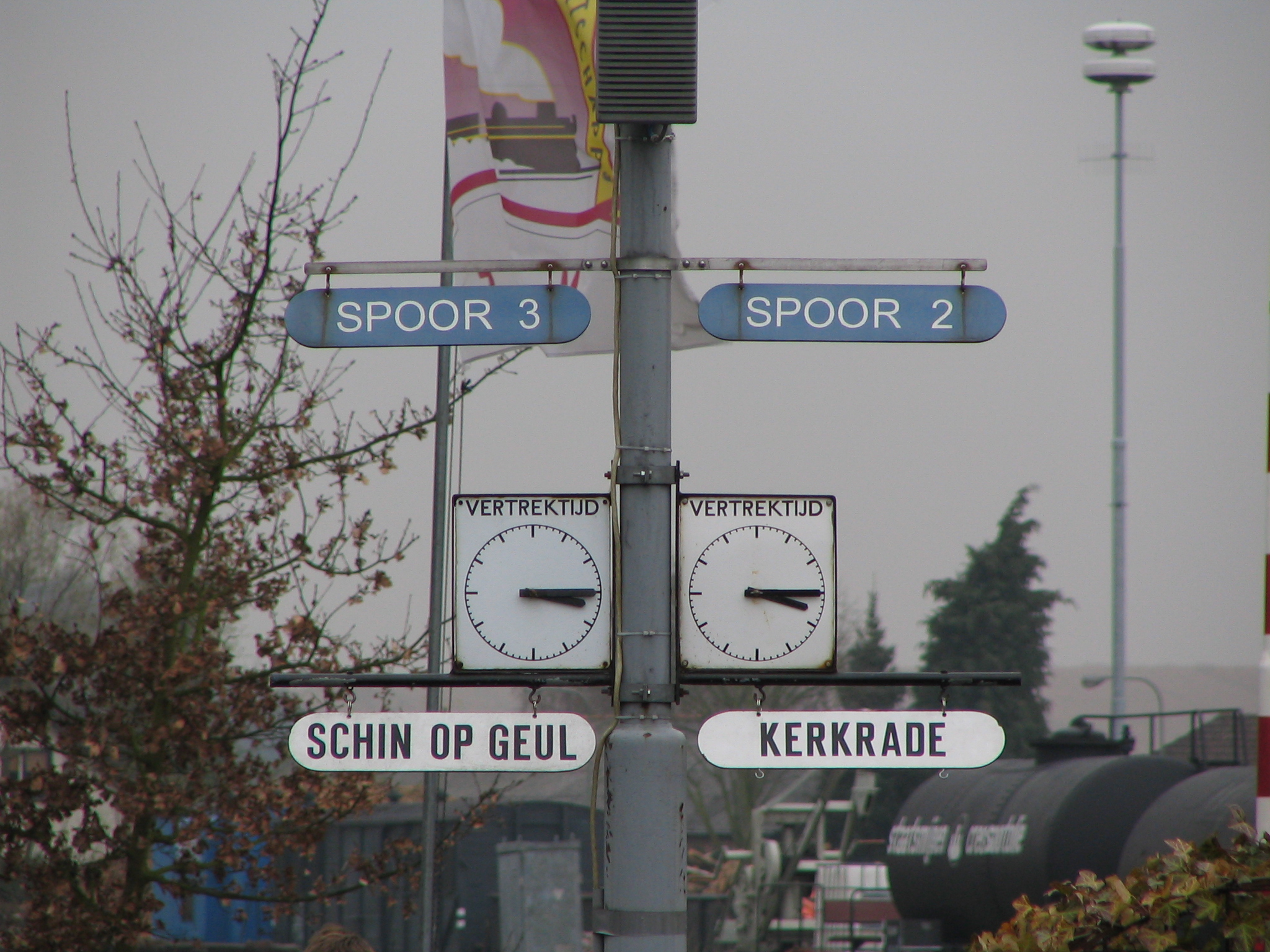
Vertrekborden Station Simpelveld
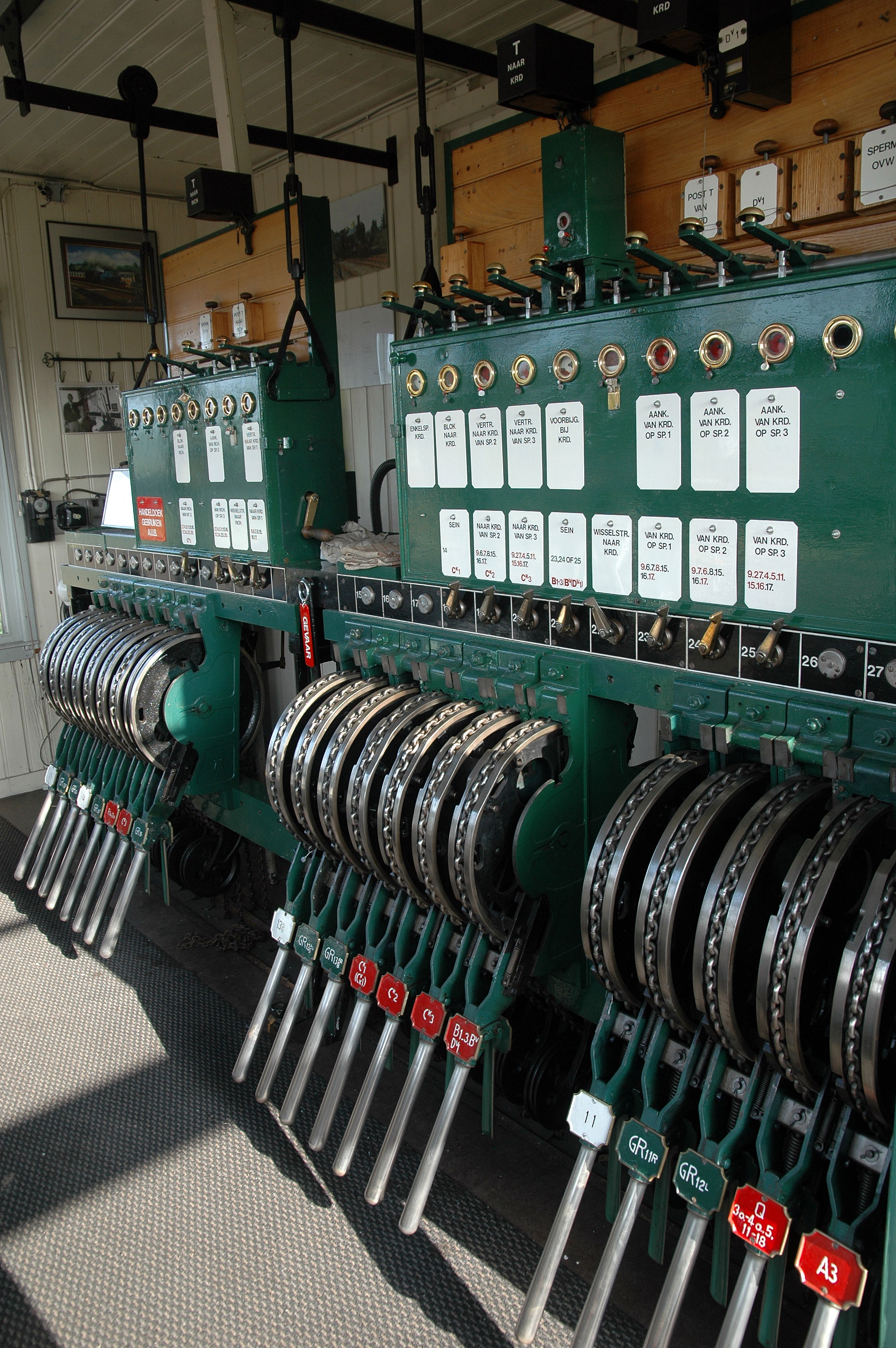
Seinpost I, interieur
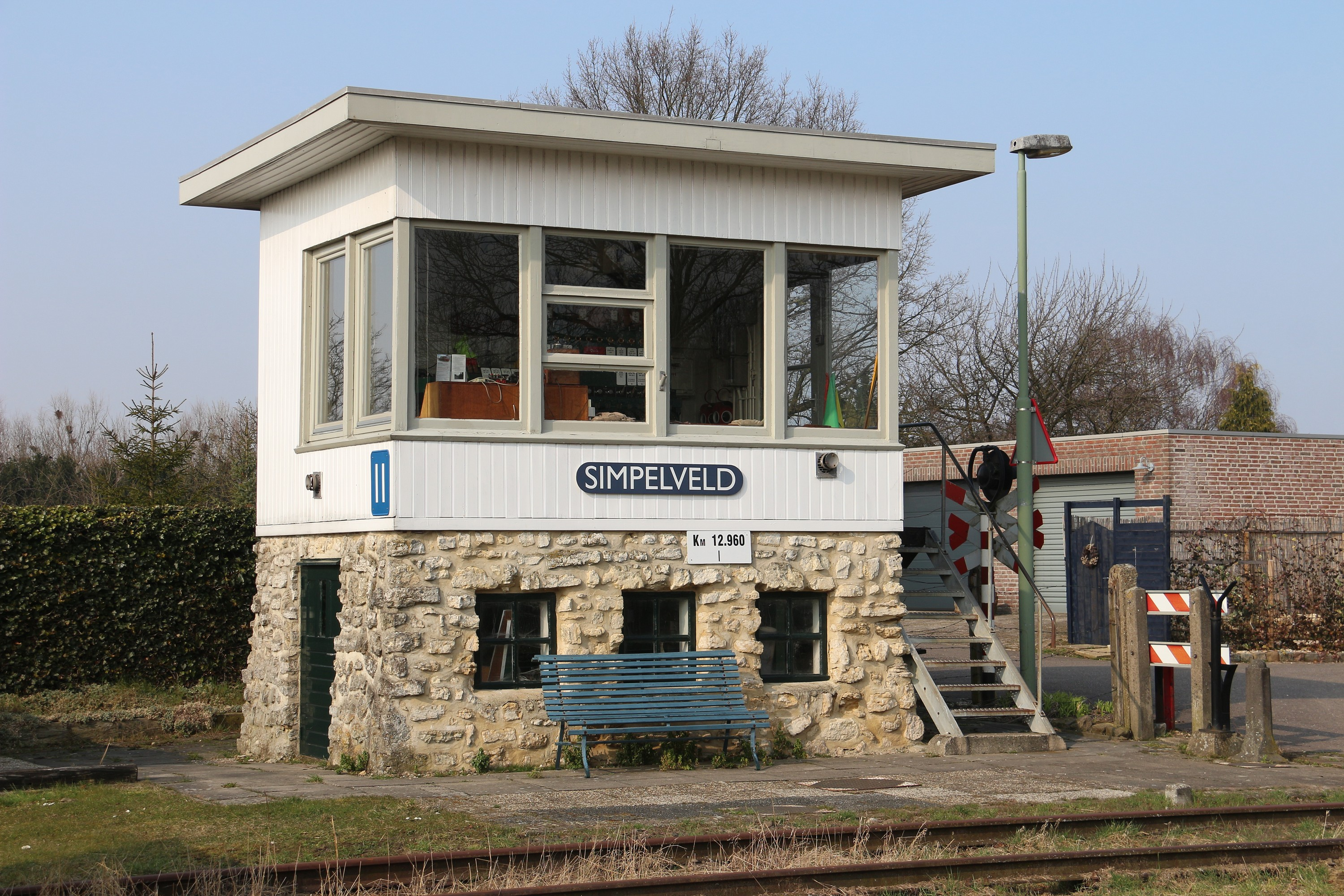
Seinpost II
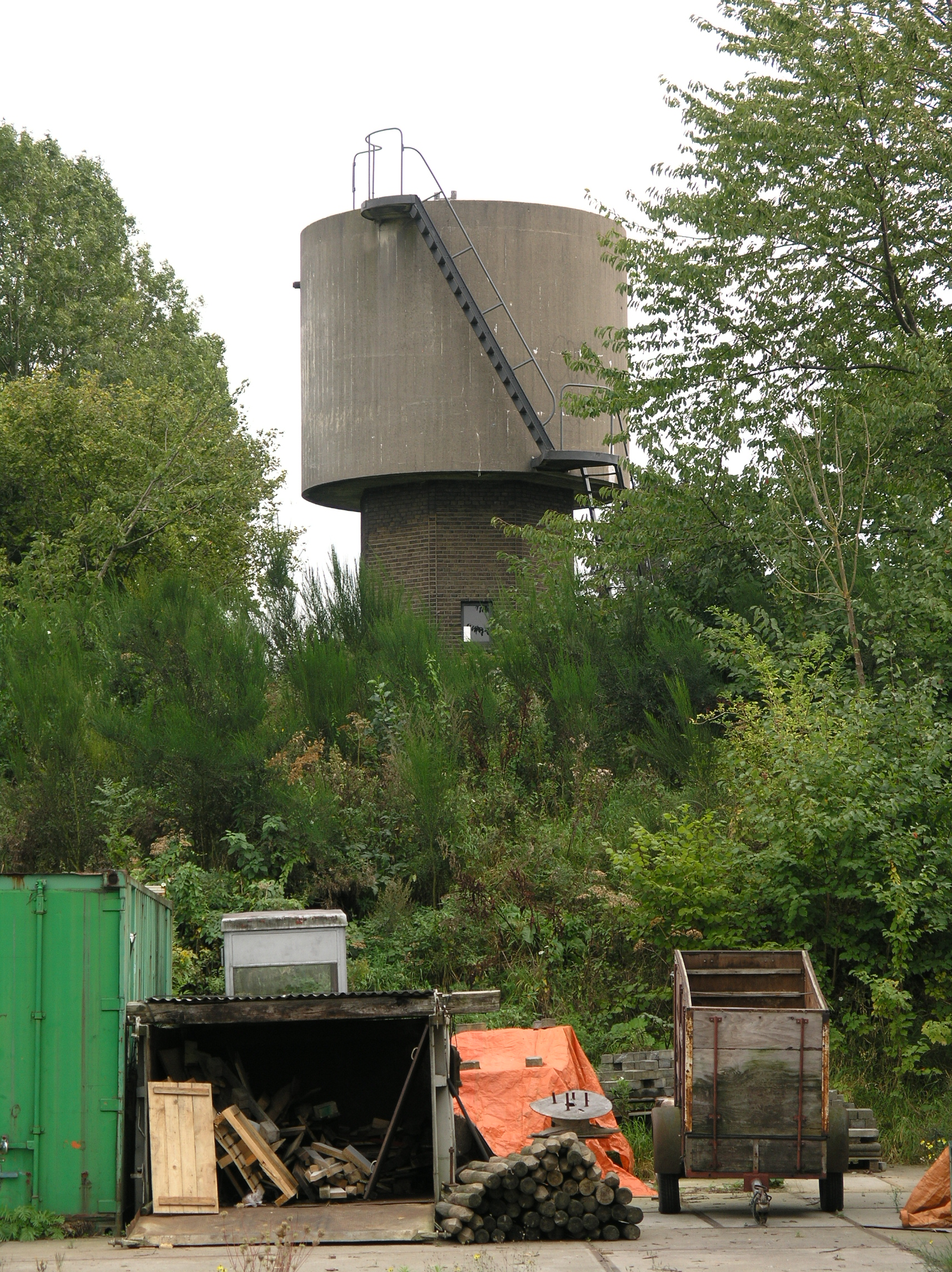
Watertoren
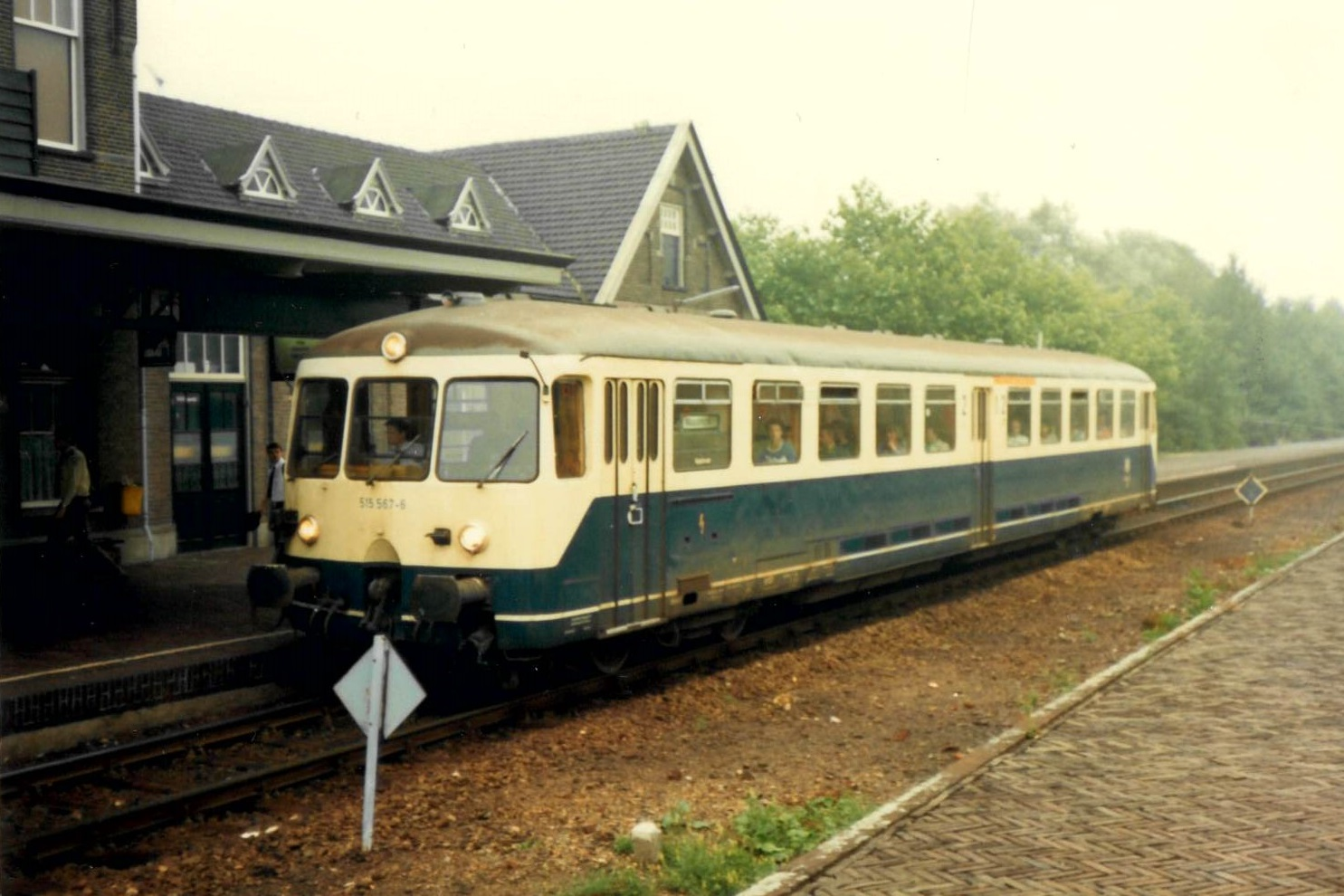
Station Simpelveld met Akkumulatortriebwagen serie 515 in 1987